# Khách đuôi cờ
Khách đuôi cờ (danh pháp khoa học: Temnurus temnurus) là một loài chim trong họ Corvidae.
Đây là loài duy nhất trong chi Temnurus.. Loài này sinh sống ở Campuchia, Lào, Thái Lan, Trung Quốc, Việt Nam nhưng có sự phân bố rời rạc gồm 4 quần thể, trong đó một quần thể ở khu vực Kaeng Krachan tại tây nam Thái Lan cũng như cực nam Myanmar, một quần thể ở Campuchia và miền nam Việt Nam, một quần thể ở miền bắc, miền trung Việt Nam và Lào, một quần thể trên đảo Hải Nam. Môi trường sinh sống tự nhiên của nó là rừng đất thấp ẩm nhiệt đới và cận nhiệt đới.